# Adventure (Television)
Adventure è il secondo album del gruppo statunitense dei Television, pubblicato nel 1978 dalla Elektra Records.
Rispetto all'epocale predecessore la produzione di Adventure è più levigata, si sono smussate le asprezze e vengono integrate anche le tastiere. I brani sono più tranquilli con la sola eccezione di Foxhole.
L'album venne apprezzato maggiormente nel Regno Unito dove raggiunse il 7º posto in classifica.

## Tracce
I brani sono scritti da Tom Verlaine tranne dove indicato

### Lato A
1. Glory	(Richard Lloyd, Verlaine)         – 3:11
2. Days	               – 3:14
3. Foxhole	              – 4:48
4. Careful	         – 3:18
5. Carried Away    – 5:14

### Lato B
1. The Fire			         – 5:56
2. Ain't That Nothin'			         – 4:52
3. The Dream's Dream			         – 6:44

### Tracce della edizione CD
1. Adventure				         – 5:38
2. Ain't That Nothin' (Single Version)		         – 3:55
3. Glory (Early Version)		                 – 3:39
4. Ain't That Nothin' (Strumentale)                          – 9:47